# ديانة شعبية صينية
الديانة الشعبية الصينية (بالصينية المبسطة: 中国民间信仰، بالصينية التقليدية؛ 中國民間信仰) هو مصطلح متعدد الأعراق يُستخدم لوصف الممارسات المتنوعة في مجالات تسُمى عمومًا «دينًا» عند الأشخاص المنحدرين من أصل صيني، بمن فيهم الشتات الصيني. وصفتها "فيفيان وي" بأنها «سلطانية فارغة، يمكن ملؤها على وجوه مختلفة بمضامين ديانات مؤسسية كالبوذية، أو الطاوية، أو الكونفوشية، أو ديانات صينية توفيقية، أو حتى المسيحية (الكاثوليكية) والهندوسية». قد يتضمن هذا تبجيل قوى الطبيعة والأسلاف، وطرد القوى المؤذية، والاعتقاد بالنظام العقلاني للطبيعة، والكون واليقين بقدرة البشر وحكامهم على التأثير عليه، فضلًا عن الأرواح والآلهة. العبادة مكرسة لعدد من الآلهة والخالدين (神 شن)، الذين من الممكن أن يكونوا آلهة للظواهر، أو للسلوك البشري، أو آباء أنساب (مؤسسي خطوط نسب). القصص المتعلقة ببعض من هذه الآلهة مجموعة في مَجمَع الميثولوجيا الصينية. بحلول القرن الحادي عشر (فترة سونغ)، اندمجت هذه الممارسات مع الأفكار البوذية كالكارما (عاقبة عمل المرء) والولادة الجديدة، والتعاليم الطاوية المتعلقة بالتسلسل الهرمي للآلهة، لينتج عنها النظام الديني الشعبي الذي بقي بطرق شتى إلى يومنا هذا.

## التنوّع
للديانات الصينية القديمة مصادر متعددة، وقوالب محلية، وأصول مؤسِسة، وتقاليد شعائرية وفلسفية. على الرغم من هذا التنوع، هناك نواة مشتركة يمكن تلخيصها في أربعة مفاهيم لاهوتية، وكونية، وأخلاقية: تيان (天) الجنة، المنبع الفائق للمعنى الأخلاقي، وتشي (氣)، النَفَس أو الطاقة التي تُحيي الكون، وجينغزو (敬祖)، تبجيل الأسلاف؛ وباو يينغ (報應)، التبادل (الأخذ والعطاء) الأخلاقي، إلى جانب مفهومين تقليديين للقدر والمعنى: مينغ يَن (命運)، المصير الشخصي أو النماء، ويوان فِن (緣分)، «المصادفة المقدرة»، فرص جيدة وسيئة وعلاقات مُحتملة.
يعني اليين واليانغ (陰陽) القطبية التي تشرح نظام الكون، يُحافظ على توازنه بتفاعل مبادئ النمو (shen) ومبادئ الانحسار (gui)، مع اليانغ («الفعل أو الفاعل») الذي يُفضل عادة على اليين («الاستجابة أو متلقي الفعل») في الديانة الرائجة. لينغ (靈)، «إلهي» أو «مقدس»، هو «وسيط» الحالتين ونظام الخلق الأوّلي.
تسامحت حكومتا الصين وتايوان الحاليتان إضافة إلى سلالتي مينغ وتشينغ الإمبراطوريتين مع الطوائف الدينية الشعبية إذ عززت الاستقرار الاجتماعي لكنها قمعت واضطهدت أولئك الذين خشوا أن يقوضوه. بعد سقوط الإمبراطورية في عام 1911، عارضت الحكومات والنُخب الديانة الصينية القديمة أو حاولت استئصالها بغية ترويج قيم «حديثة»، وشجب الكثيرون «خرافة الإقطاع». بدأت مفاهيم الديانة الصينية القديمة هذه بالتغير في تايوان في أواخر القرن العشرين وفي بر الصين الرئيسي في القرن الحادي والعشرين. ينظر العديد من الباحثين الآن إلى الديانة الشعبية نظرة إيجابية. شهدت الديانة الصينية القديمة عملية إحياء في كل من الصين وتايوان في الآونة الأخيرة. حظيت بعض الأشكال بفهم رسميّ أو اعتراف باعتبارها حفاظًا على الثقافة الصينية التقليدية القديمة، كالعبادات المازيوية والتعاليم السانية في فويجان وعبادة هوان جي دي، وأشكال أخرى من العبادة المحلية، كعبادة لونغ وانغ، أو بان كو، أو كاي شين.

## علم المصطلحات
لطالما استُخدمت مصطلحات «الديانة الرائجة» أو «الديانة الشعبية» أو «المعتقد الشعبي» الصينية القديمة للإشارة إلى الحياة والتشعبات الدينية المحلية والمجتمعية لطوائف الهان الصينية الأصلية في الأدب الإنجليزي الأكاديمي رغم عدم وجود مفهوم أو اسم جامع لهذا تاريخيًا في اللغة الصينية. يُشير مصطلح «ديانة شعبية» في الأدب الصيني الأكاديمي والاستخدام العمومي إلى مذاهب دينية شعبية منظمة محددة. «المعتقد الشعبي» مصطلح تقني قليل الاستخدام خارج الأوساط الأكاديمية، التي بدأ استخدامه فيها أول مرة بين الباحثين التايوانيين استقاءً من اللغة اليابانية إبان الاحتلال الياباني (1895 – 1945)، ولاحقًا بين تسعينيات القرن العشرين وأوائل القرن الحادي والعشرين بين الباحثين الصينيين.
مع نشوء دراسة المذاهب التقليدية وإنشاء وكالة حكومية لمنح وضع قانوني لهذه الديانة، اقترح المفكرون والفلاسفة الصينيون اعتماد اسم رسمي بغية حل المشاكل الاصطلاحية المتجسدة في الخلط بين المذاهب الدينية الشعبية وتكوين مفهوم لحقل بحثي وإداري محدد. اعتُبرت المصطلحات التي اقتُرحت ومن بينها «الديانة الصينية المحلية» أو «الديانة الصينية الأصلية»، و«الديانة الإثنية الصينية»، أو ببساطة «الديانة الصينية»، شبيهةً باستخدام مصطلح «هندوسية» للديانة الهندية، و«الشانشيانية» («ديانة الآلهة والخالدين»)، المستلهم جزئيًا من المصطلح «شينيزم») الذي استخدمه عالم الأنثروبولوجيا ألن جيه. أيه. إيليوت في خمسينيات القرن العشرين. استخدم الباحثان في سلالة تشينغ ياو ويندونغ وشين جيالين مصطلح شينجياو لا للإشارة إلى الشنتو باعتبارها نظامًا دينيًا محددًا، بل للإشارة إلى معتقدات الشين المحلية في اليابان. من التعاريف الأخرى التي استخدمت: «الطوائف الشعبية»، و«الديانة العفوية»، و«الديانة التي عاشت (أو الديانة الحية)»، و«الديانة المحلية»، و«الديانة المنتشرة».
مصطلح «شينادو» (طريقة الآلهة) مصطلح مستخدم بالفعل في ايجنغ (كتاب التغيرات) ويشير إلى نظام الطبيعة الإلهي. قرابة وقت انتشار البوذية في فترة سلالة هان (من عام 206 ق.م – حتى عام 220م)، كان يستخدم للتمييز بين الديانة الأصلية القديمة والديانة المستوردة. استخدمه جي هونغ في كتاب باوبوزي كمرادف للطاوية. اعتُمد المصطلح عقب ذلك في اليابان في القرن السادس بهيئة شيندو، ولاحقًا شينتو، لذات الغرض المنطوي على تعريف الديانة اليابانية الأصلية. في القرن الرابع عشر، استخدم إمبراطور هونغوو (تايزو من سلالة مينغ، 1328 – 1398) مصطلح «شينادو» لتعريف المذاهب الدينية الأصلية، التي عززها ونظمها، بصورة واضحة.
لا يُقصد بمفهوم «العالمية الصينية» معنى «الكونية» -التي تمثل نظام تطبيق كوني يُسمى مفهوم تيان في الفكر الصيني- بل هي أحد إبداعات جان جيكوب ماريا دي غروت، وتشير إلى منظور ميتافيزيقي يقبع خلف العرف الديني الصيني. يسمي دي غروت العالمية الصينية «الرؤية الميتافيزيقية القديمة التي تلعب دور ركيزة الفكر الصيني الكلاسيكي ... في العالمية، تتشكل المكونات الثلاثة للكون المتكامل، وهي كما تُفهم من الناحية المعرفية: «السماء، والأرض، والإنسان»، وكما تُفهم من الناحية الوجودية: «تاي تشي (البداية العظمى، النهاية العليا)، اليين واليانغ».
جادل هو شيه في عام 1931 أنه «هناك ديانتان عظيمتان لعبتا دورًا شديد الأهمية عبر التاريخ الصيني. الأولى هي البوذية التي ربما دخلت الصين قبل العصر المسيحي، لكنها لم تبدأ بالتأثير على مستوى الأمة إلا بعد القرن الثالث الميلادي. والديانة العظيمة الأخرى لا اسمًا عامًا لها، لكنني أقترح تسميتها بالسينيتيسية (الصينية القديمة). هي الديانة المحلية القديمة لشعب هان الصيني، ويعود تاريخها إلى عصر سحيق، عمرها أكثر من 10,000 عام، وتشمل كل المراحل اللاحقة من تطورها مثل المويّة، والكونفوشيوسية (كديانة دولة)، وكل المراحل المتعددة للديانة الطاوية».